# Orthodoxe Peter-und-Paul-Kirche (Naujoji Vilnia)

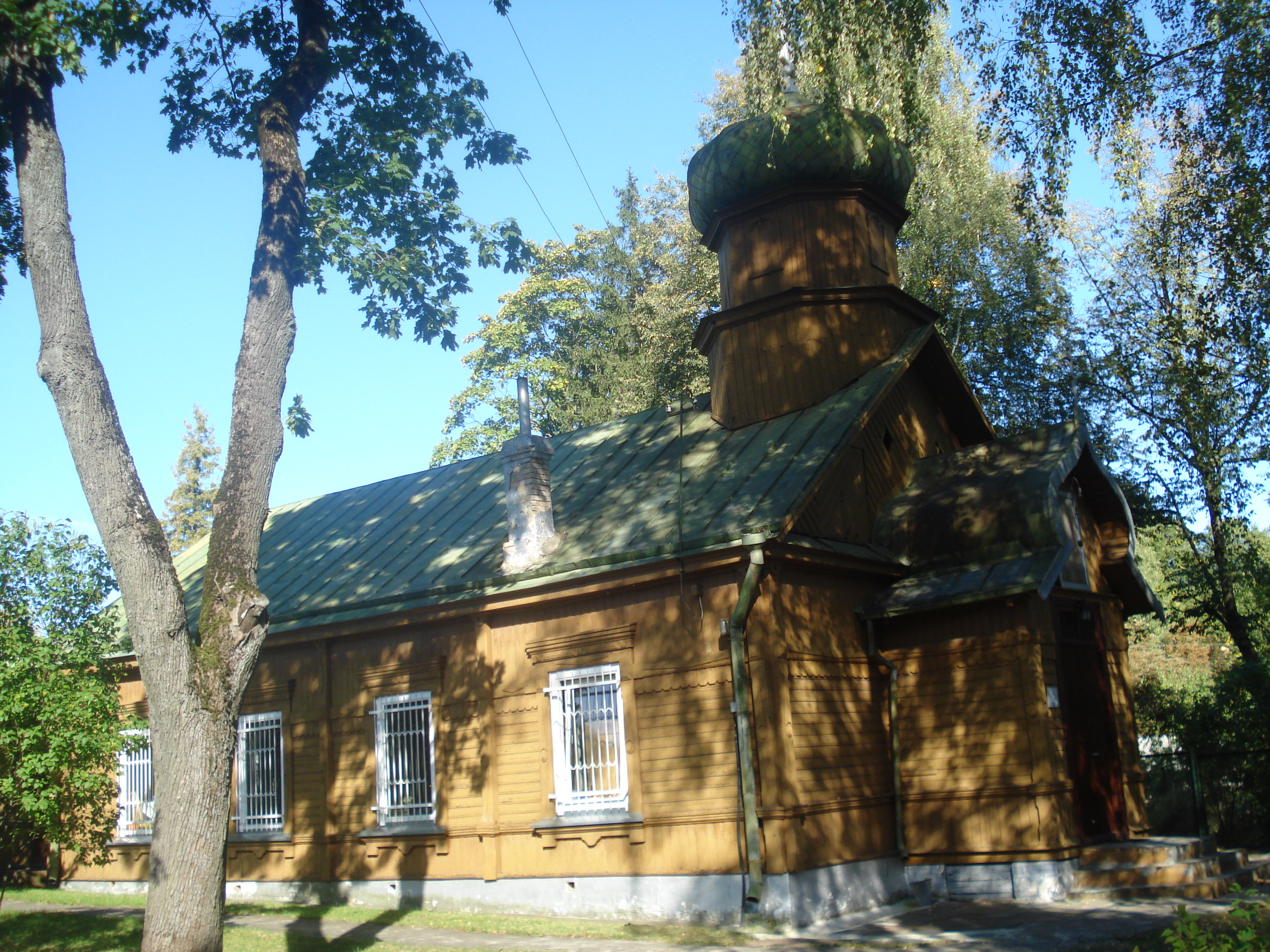

Die Orthodoxe Peter-und-Paul-Kirche Naujoji Vilnia im Stadtteil Naujoji Vilnia der litauischen Hauptstadt Vilnius ist eine russisch-orthodoxe Kirche.

## Geschichte
1908 wurde die Kirche erbaut und am 30. März desselben Jahres geweiht.
1910 genehmigte man den Bau einer neuen Kirche aus Stein.
1947 wurde die Pfarrgemeinde mit 350 Personen in der Litauischen Sozialistischen Sowjetrepublik registriert. 1955 renovierte man die Kirche.